# Un grande amore (film 1994)
Un grande amore è un film del 1994 diretto da Ninì Grassia. È una commedia erotica, vietata ai minori di 18 anni, in cui il regista è anche produttore, sceneggiatore e compositore delle musiche . Il film è stato girato (come nei quattro film precedenti) sempre a Rimini.

## Trama
Quando due giovani coppie vanno in vacanza in un posto esclusivo e si trovano ad abitare in due camere con un solo bagno in comune, si crea una situazione con ampie possibilità. Joe e la moglie Fay sono in vacanza per aiutare Joe a superare lo stress da lavoro, complicato dal fatto che le richieste sessuali di Fay l'hanno reso praticamente impotente. Nick e Lucy hanno un problema completamente opposto, aggravato dal fatto che Lucy, ninfomane, è follemente gelosa e vede in ogni donna una possibile rivale. Come se ciò non bastasse, l'arrivo di due sposini, Lou e Rose, che hanno vinto una vacanza per il viaggio di nozze, è complicato dal fatto che, per un errore del computer, sono stati assegnati a due camere singole e separate. In qualche modo i loro tentativi di consumare il matrimonio li pongono in rotta di collisione con le altre due coppie. Ma una vera tragedia viene alla fine scongiurata quando una coppia di cantanti svedesi, Ole e Inge, salvano la situazione con la loro saggezza ed il loro stile aperto di vita.

## Trilogia
Sono tre i film erotici interpretati, tra il  1993 e il  1995, da Ramba, con il nome di Malù, tutti con la supervisione di Ninì Grassia:
- Gatta alla pari (1993)
- Un grande amore (1994)
- Innamorata (1995)